# والتر دي. إدموندز
والتر دي. إدموندز (بالإنجليزية: Walter D. Edmonds)‏ (15 يوليو 1903 في الولايات المتحدة - 24 يناير 1998)؛ كاتِب مُتخصِّص في أدب الأطفال وروائي أمريكي.

## روابط خارجية
- والتر دي. إدموندز على موقع قاعدة بيانات برودواي على الإنترنت (الإنجليزية)
- والتر دي. إدموندز على موقع إن إن دي بي (الإنجليزية)